# 平尾昌晃チャリティゴルフ
平尾昌晃チャリティゴルフは、平尾昌晃を大会会長とし、毎年千葉県東金市の新千葉カントリー倶楽部で行われていたチャリティゴルフ大会の一つ。大会の模様は毎年ダイジェスト版としてテレビ東京・TXN系列6局ネットで放送していた。平尾の死去で大会は終了したが、2021年に復活。 現在はテレビ東京に代わり、TOKYO MXにて毎年放送されている。

## 大会概要
- 芸能人とプロゴルファーアマチュアがチームを組み、個人成績で順位を競う。
- 個人の成績と別に「ニアピン賞」を競うホールがある。プロゴルファーによる「ドラコン賞」を競うホールもある。
- しかしスポンサー探しの難航から2010年から3年間中断し、2013年に再開。2013年大会は10月28日に開催された。2014年は5月13日に開催。
- 復活第1回は2021年4月19日に開催された。[1]
- かつて丸山茂樹プロが出場した。2006年大会では横峯さくらプロが出場し、女子プロの部で優勝した。また、横峯良郎も2005年大会で男子ゲストの部で優勝した。
- 大会実行委員会より、NPO法人ラブ＆ハーモニー基金へ、収益の一部を寄付。基金では様々な福祉活動を展開している。
- 33回大会の主な出場者・・・石田純一・神田正輝・堺正章・里見浩太朗・三遊亭楽太郎（後の三遊亭円楽）・徳光和夫・西岡徳馬・細川たかし・松崎しげる・元木大介・鳳蘭・岡本夏生・梶原真弓・叶美香・川島なお美・川村ひかる・国生さゆり・藤森夕子・マリーン・三瀬真美子・八代亜紀・山田邦子等

## 冠スポンサーについて
大会開始当初は三菱石油（現：ENEOS）が協賛を務め、その後ペイントハウス（後のティエムシー）第一興商を経て、2013年（第36回）はたかの友梨ビューティクリニックが冠協賛社として務めていた。
復活第1回はAZEST-GROUPが冠協賛社を務めた。